# Język malajski stanu Kedah
Język malajski stanu Kedah (Pelat Utagha) – język austronezyjski używany w Malezji (w stanach Kedah, Perak, Perlis i Penang) oraz w południowej Tajlandii (Satun). Według danych z 2004 roku posługuje się nim 2,6 mln ludzi.
Jest odrębny od standardowego malajskiego i malajskiego pattani. Stanowi jedną z dwóch odmian języka malajskiego używanych w południowej Tajlandii, obok pattani. W zależności od regionu wykazuje mniejsze lub większe wpływy języka tajskiego i odmiany pattani, zwłaszcza w zakresie cech wymowy. Na poziomie słownictwa występuje wiele zapożyczeń tajskich.
Należy do grupy języków malajskich, w klasyfikacji Ethnologue stanowi część tzw. makrojęzyka malajskiego. Bywa także opisywany jako dialekt języka malajskiego . Jest zapisywany alfabetem łacińskim.